# Rocha da Pena
De Rocha da Pena is een tafelberg in de Portugese Algarve. Het gebied rond de berg werd in 2008 uitgeroepen tot beschermd landschap om de soortenrijke flora en fauna en culturele artefacten te behoeden.

## Beschrijving
De Rocha da Pena ligt in het district Loulé in het gebied dat in het Portugees 'barrocal' wordt genoemd. Dit is het landschap in de Algarve tussen de kuststrook (Portugees: litoral) en de achterliggende bergen (Portugees: serra). Aan de voet van de berg liggen de gehuchten Rocha en Penino. Het plateau op de top is ongeveer twee kilometer lang, tot 500 meter breed en tot 479 meter hoog. In het noorden en zuiden valt het plateau steil af met 50 meter. Bij helder weer is in het zuiden de Atlantische Oceaan te zien, in het westen de bergketen Serra de Monchique en in het noorden de Serra do Caldeirão. 
De berg bestaat uit bijzonder harde kalksteen en heeft typische karst kenmerken zoals karstvelden, zinkgaten, poljes en grotten. Ten oosten van Rocha da Pena liggen enkele heuvels van mica-schist.

## Flora en Fauna
De diversiteit van de flora in het beschermde natuurgebied Rocha da Pena is groot. Er wordt aangenomen dat hier meer dan 500 verschillende plantensoorten groeien, waaronder de pioenroos Paeonia broteri, die alleen voorkomt op het Iberisch Schiereiland, de narcis Narcissus calcicola, die alleen in Portugal groeit, en de Bellevalia dubia subsp. hackelii, een ondersoort van Bellevalia dubia die beperkt is tot het 'barrocal'. Geneeskrachtige planten zoals komkommerkruid (Borago officinalis) en de zonneroos Cistus monspeliensis zijn hier te vinden, evenals de kruiden rozemarijn en kuiflavendel. De johannesbroodboom en de vijgenboom zijn van economisch belang in het gebied. In het voorjaar bloeien er bij de Rocha da Pena verschillende soorten orchideeën.
Op het plateau leven wilde zwijnen en konijnen. Kleinere roofdieren zoals de vos, de genetkat en de sluipwesp zijn ook inheems in het gebied. Andere zoogdiersoorten zijn de langvleugelvleermuis en de kleine vale vleermuis. De diversiteit aan vogels is groter. Van de 124 waargenomen soorten nestelen de meeste hier ook. Opvallend hierbij zijn de roofvogels buizerd, havikarend, steenuil en oehoe. Ook de wielewaal, de bijeneter, de roodstuitzwaluw, de gaai, de kleine zwartkop, de roodkopklauwier, de blauwe rotslijster en de koekoek zijn er aan te treffen. Blauwe reigers en de koperwiek overwinteren in het gebied.

## Prehistorische verdedigingswallen
Op het plateau van Rocha da Pena liggen twee stenen wallen die zich over de hele breedte uitstrekken en werden gebruikt voor verdedigingsdoeleinden. Ze dateren uit de ijzertijd. Tijdens de reconquista zouden de Moren hun toevlucht hebben gezocht achter de wallen na de val van het kasteel van Salir. Een grot op het plateau draagt nog steeds de naam 'Algar dos Mouros' (Morengrot).

## Natura 2000-gebied
De Rocha da Pena maakt deel uit van het Natura 2000-netwerk. Het werd voor het eerst aangewezen als natuurreservaat (Sítio Classificado) in de gemeenten Salir en Benafim in 1991. Sinds 2008 heeft het de status van 'Paisagem Protegida Local'.

## Sport en vrijetijdsactiviteiten
De Rocha da Pena is een populaire klimberg met meer dan 70 routes gedeeld in twaalf sectoren.
De ongeveer 5 km lange rondwandelroute 'LLE PR18 - Rocha da Pena' loopt vanaf de gehuchten Rocha en Penina over het plateau van de tafelberg. Drie aftakkingen leiden naar het hoogste punt van de berg op de zuidhelling, naar een noordelijk uitzichtpunt en naar de ruïnes van twee windmolens op de oostelijke uitloper van de berg. De route is geel/rood gemarkeerd en heeft verschillende informatieborden.

## Afbeeldingen

### Klimgebied en Wandelroute

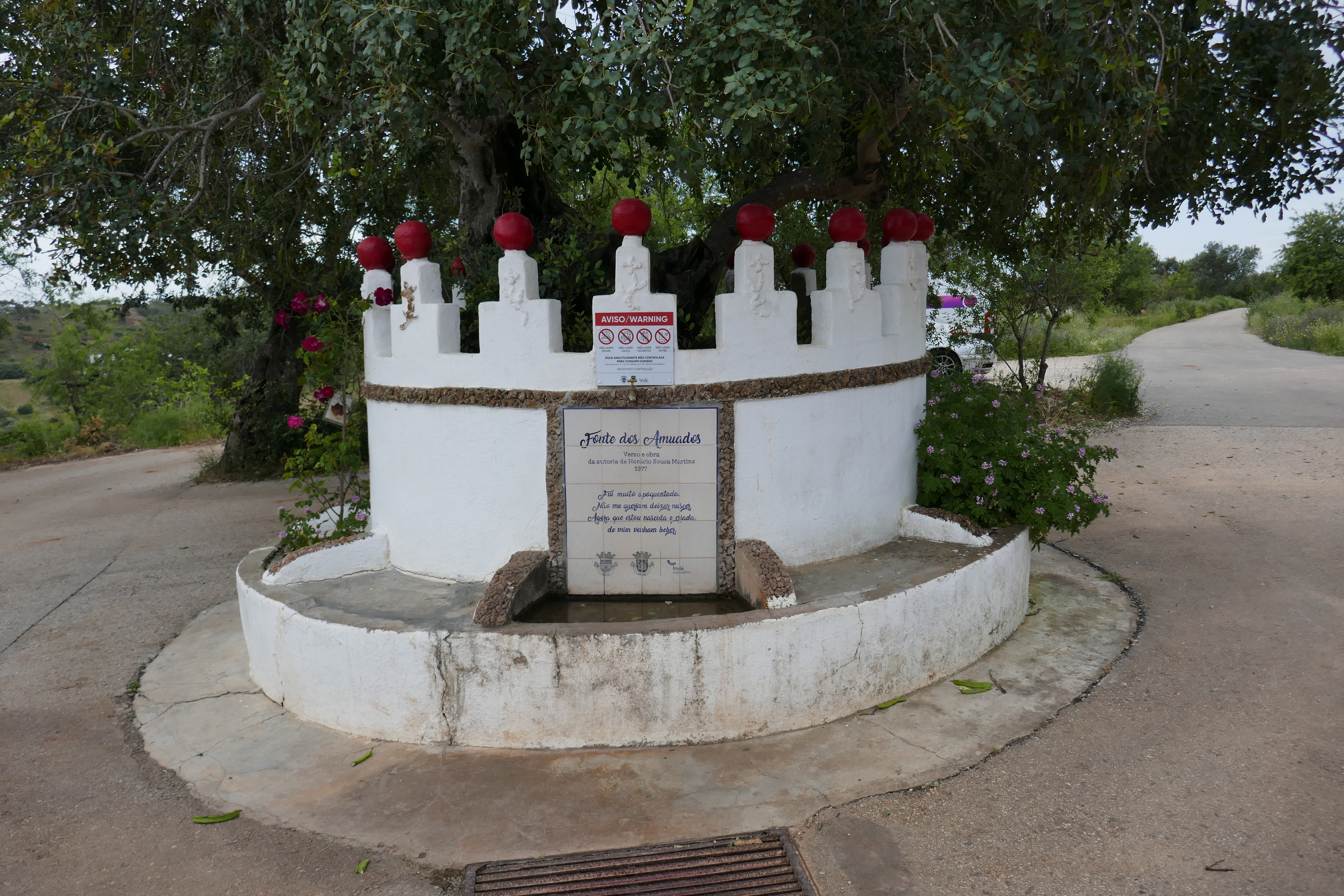
Startpunt wandelroute in Rocha
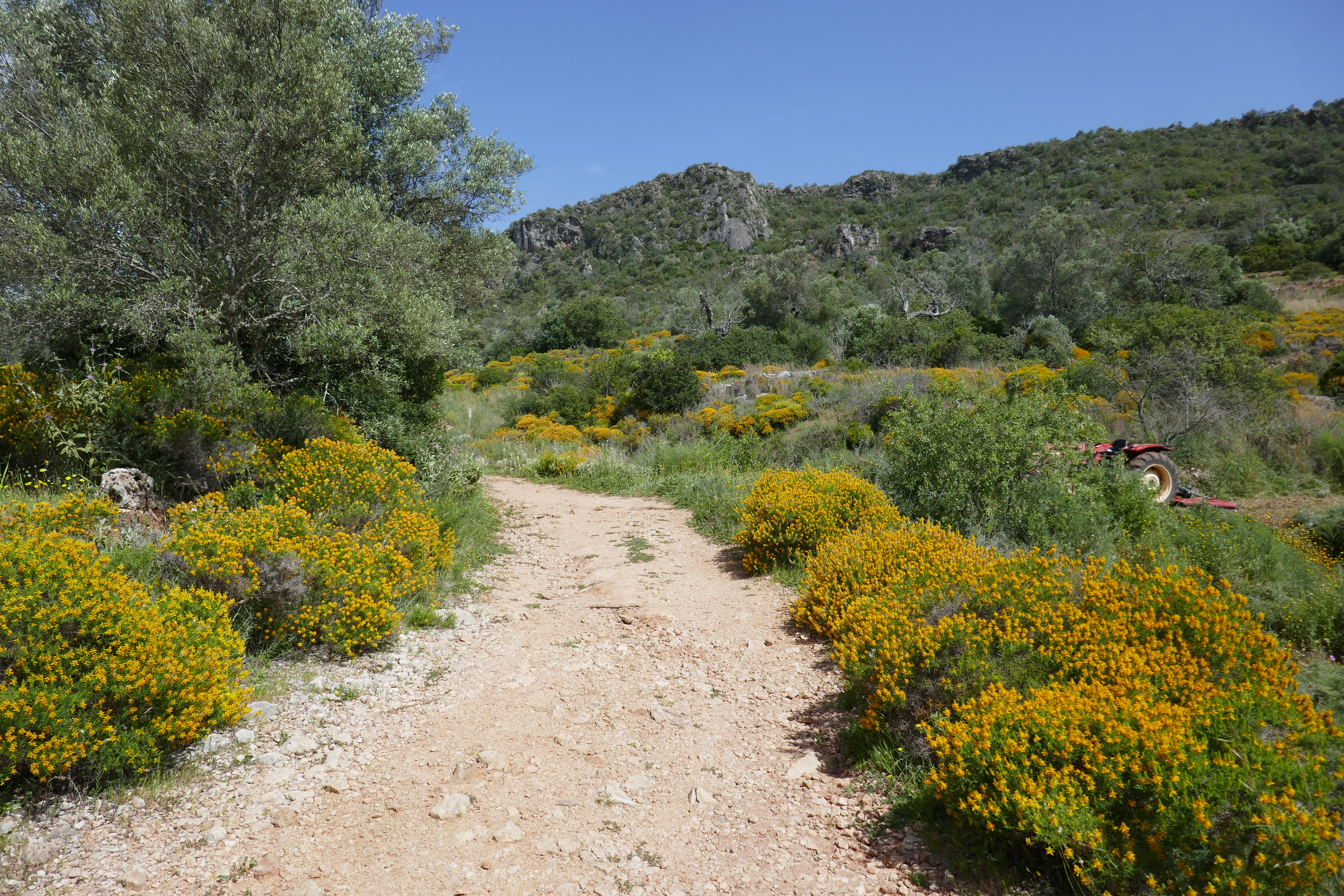
Wandelpad naar het plateau
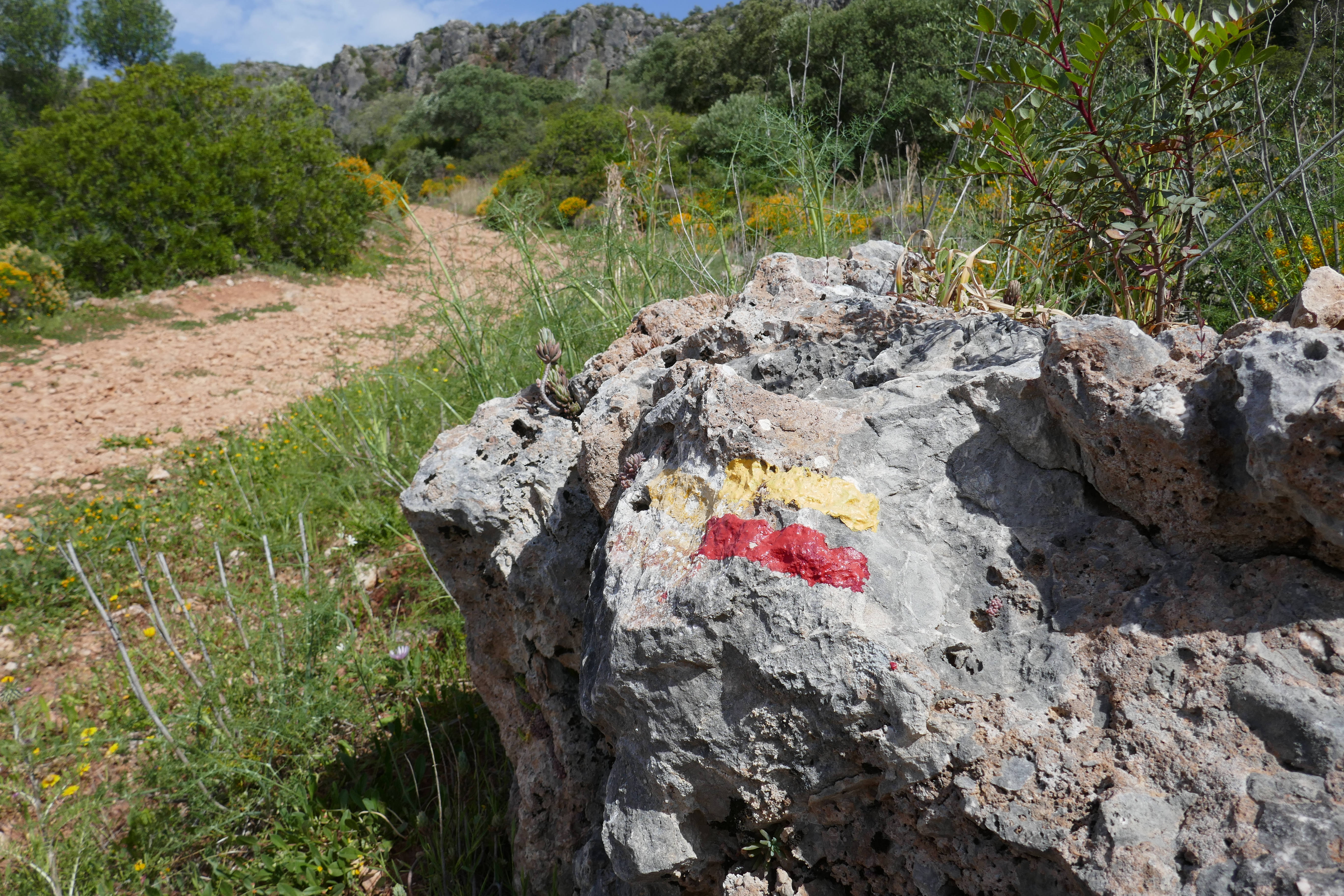
Wandelroute met markering
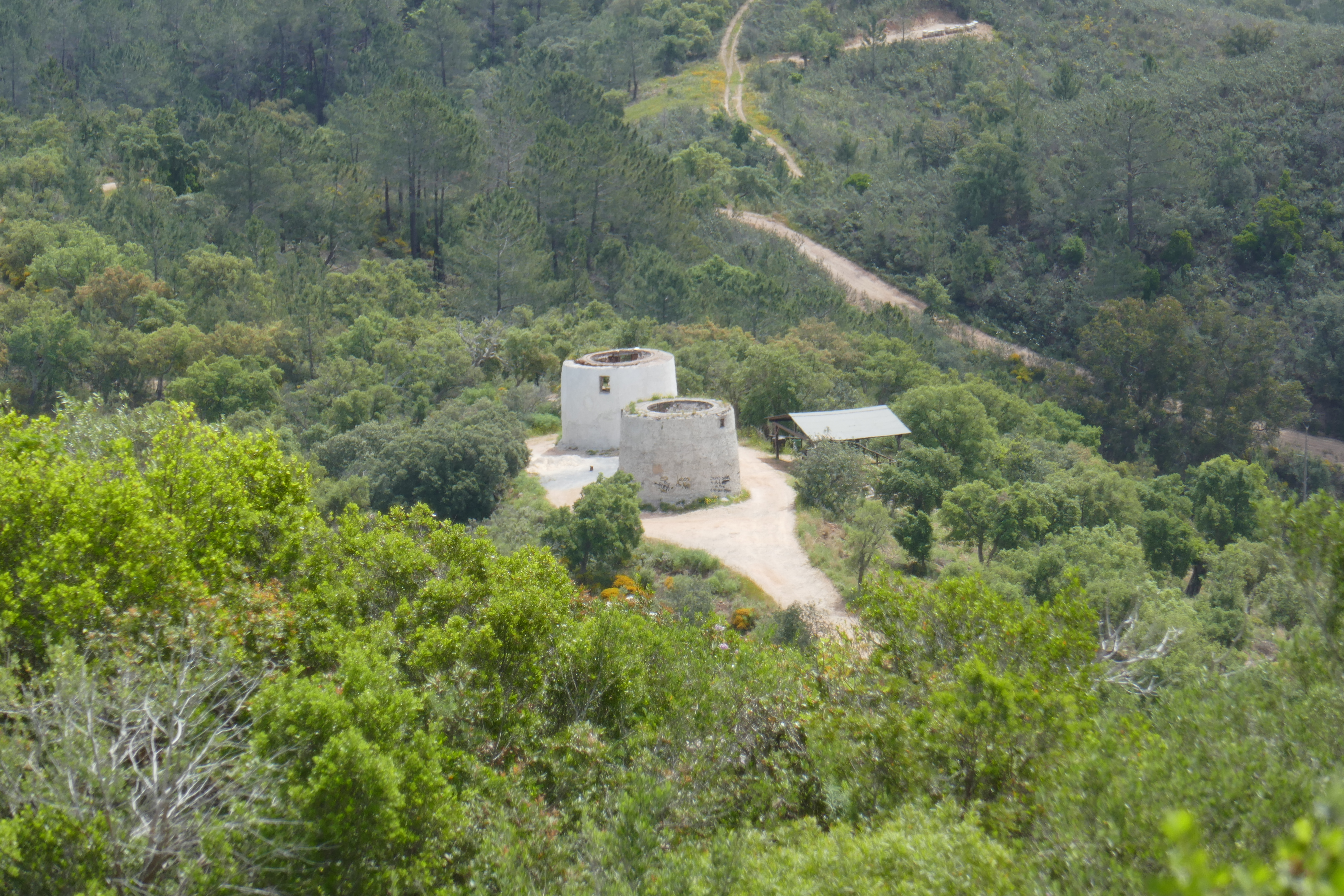
Blik op de windmolens (ruïnes) van Rocha da Pena
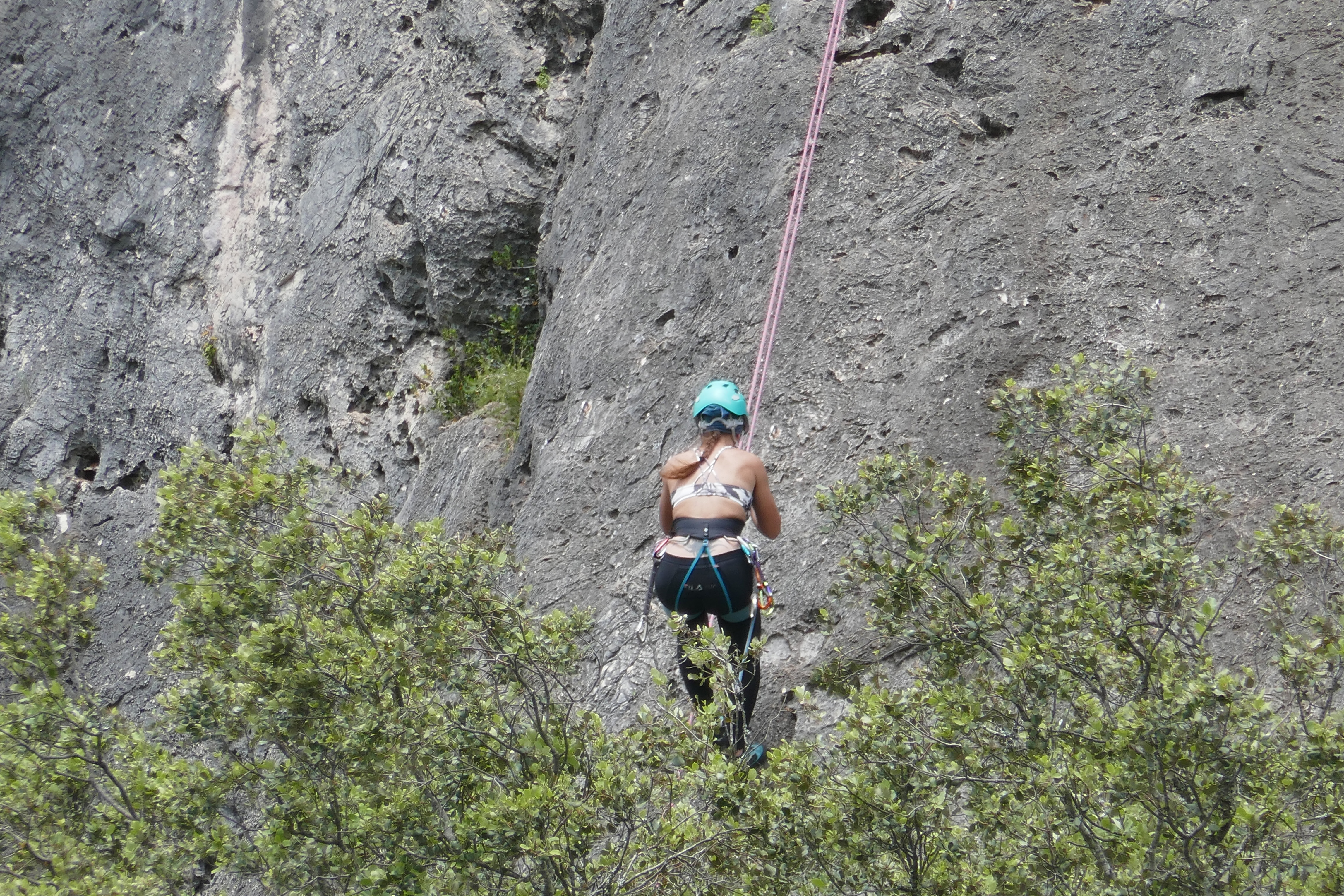
Klimmen op de steile rotswand

### Flora

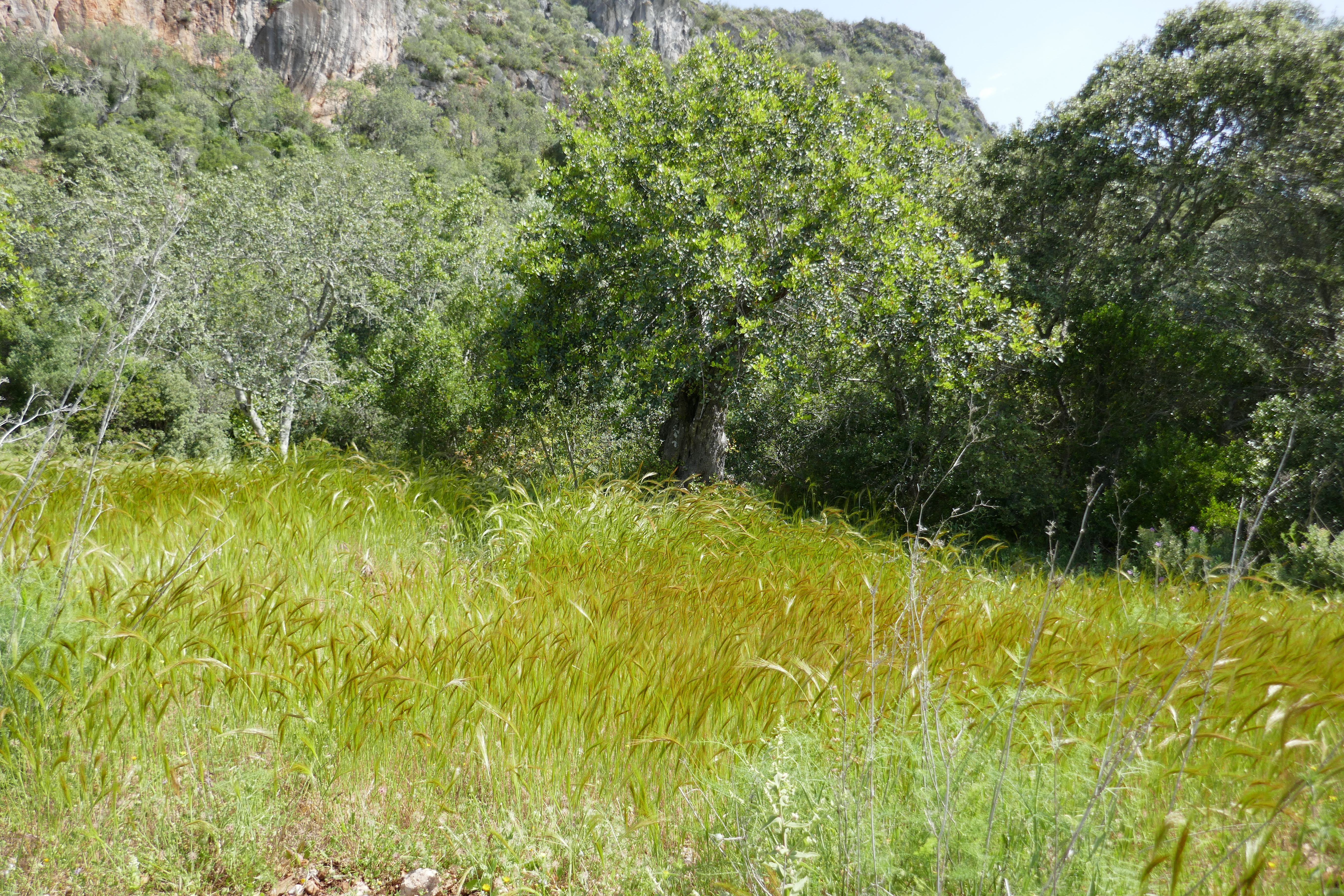
Graanveld
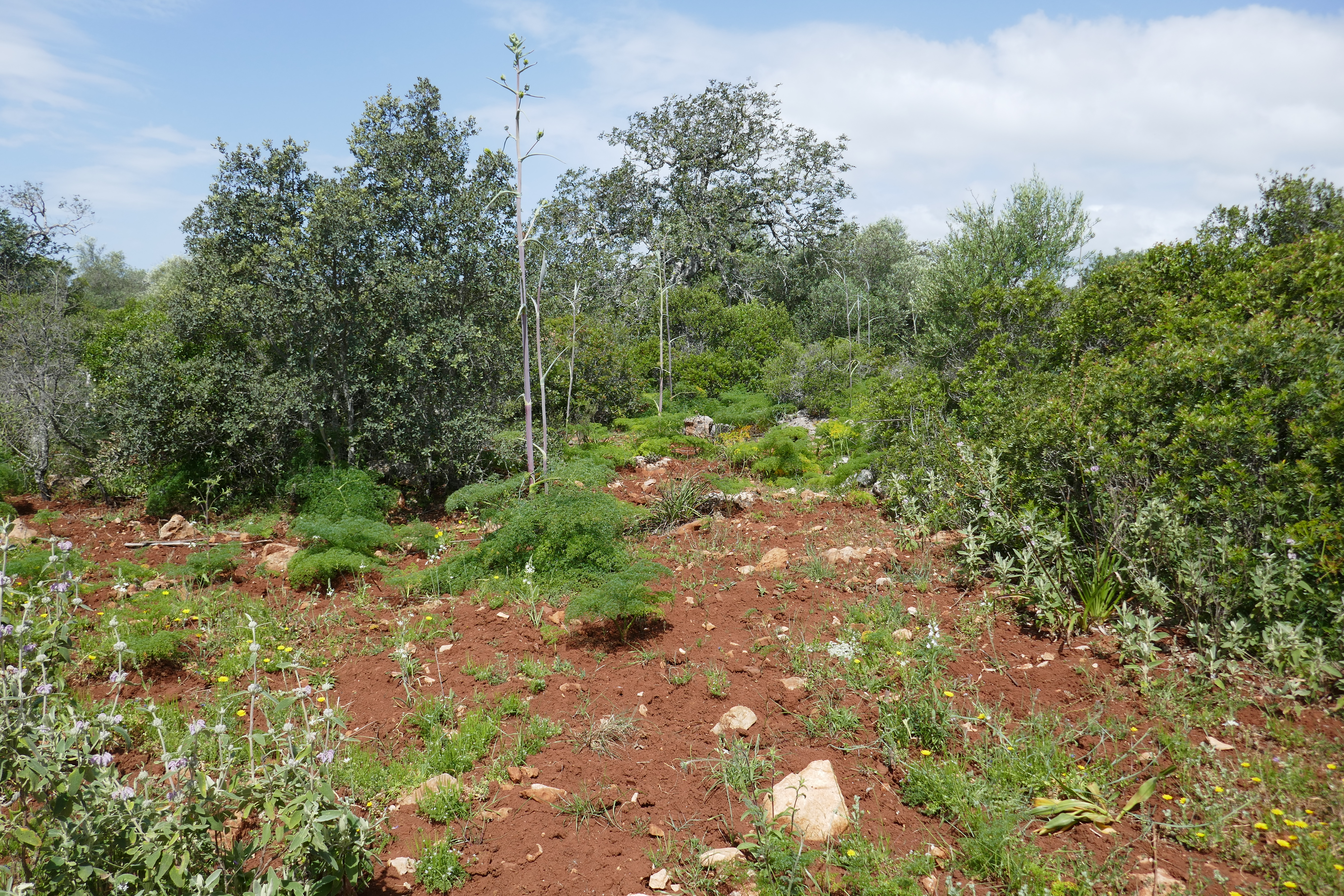
Foeniculum vulgare (Fenkel)
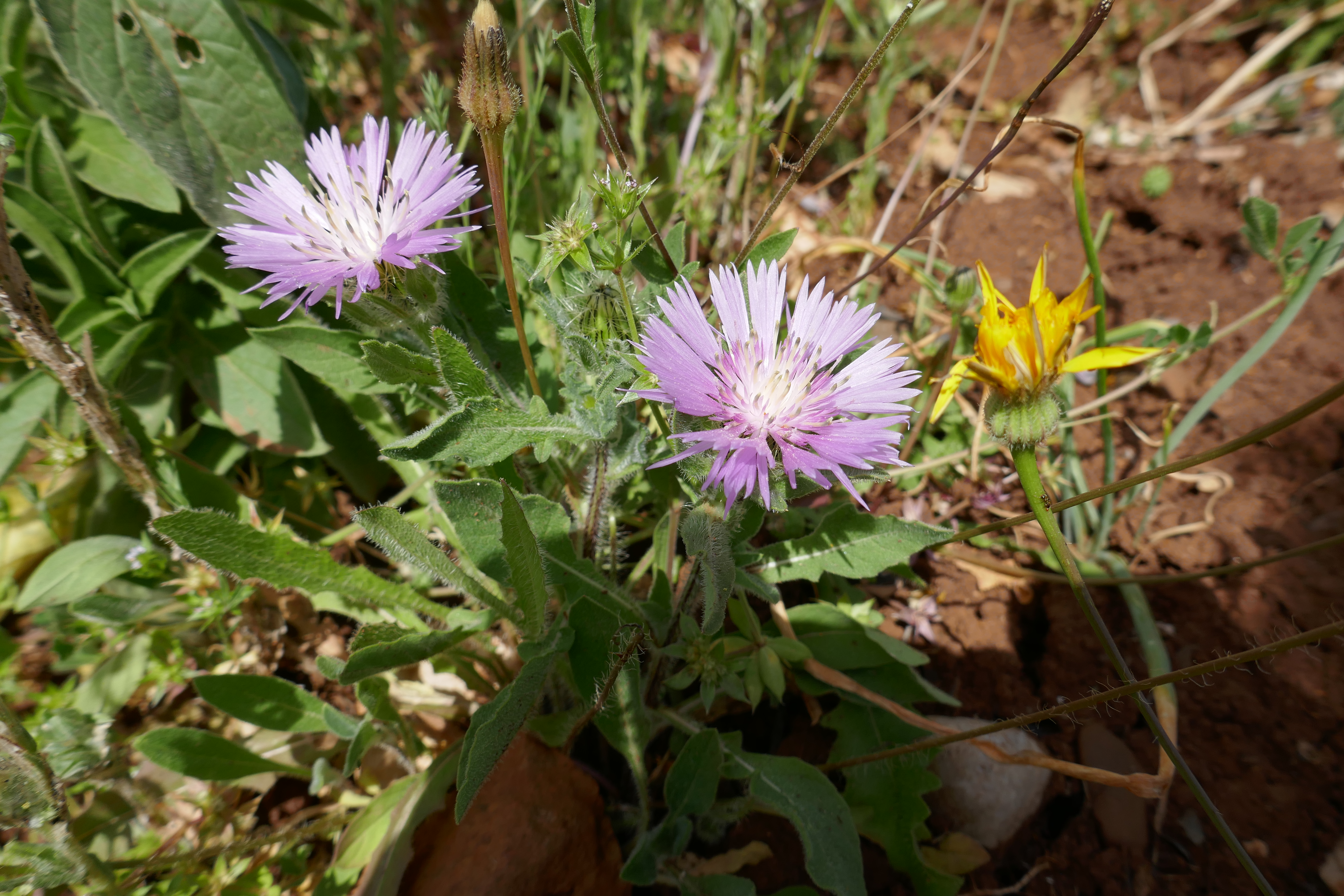
Centaurea pullata
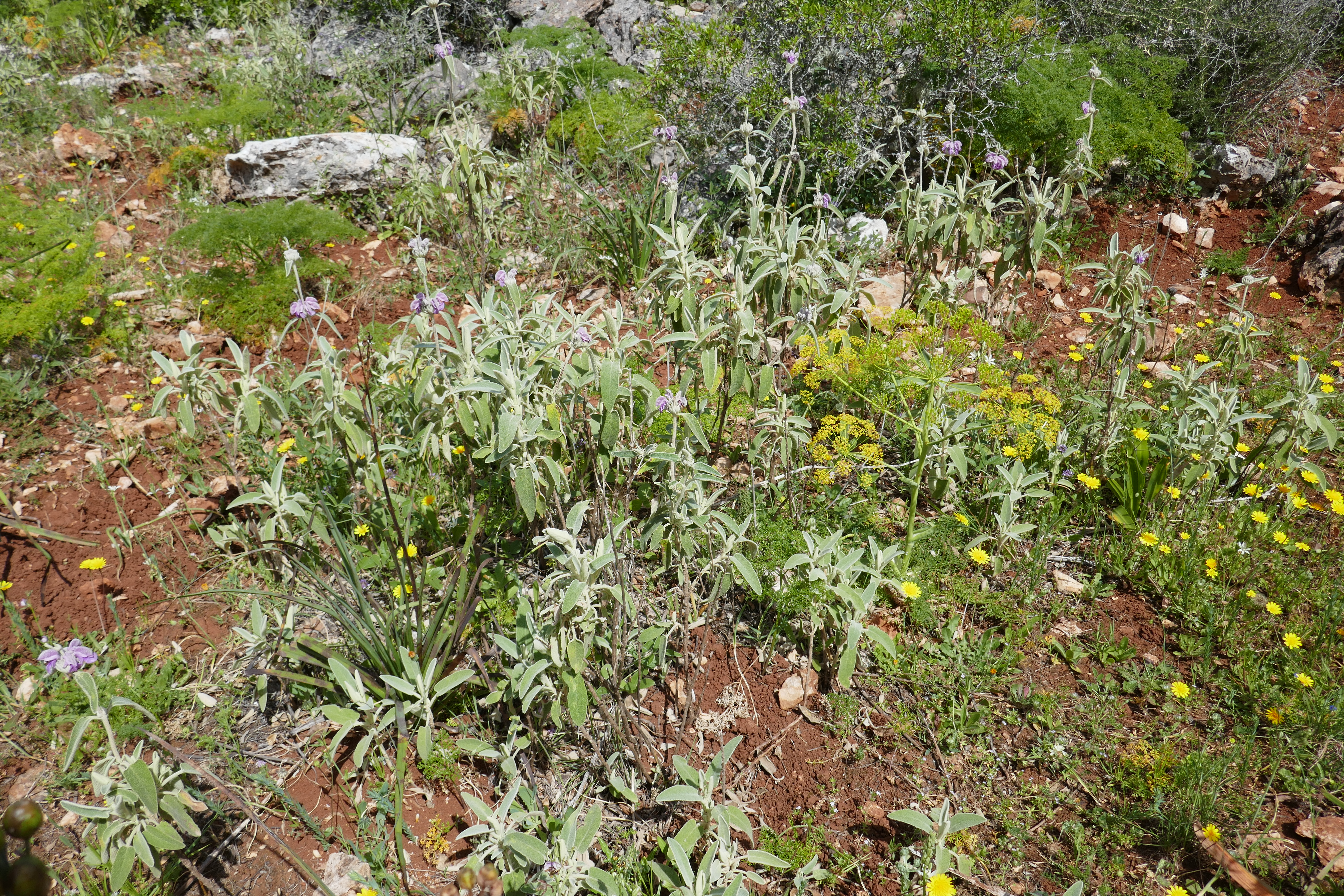
Phlomis purpurea